# Anna Chaloupková
Anna Chaloupková (květen 1899 – 19. března 1920 Praha) byla česká členka tzv. Prvního československého odboje ve Spojených státech amerických, která byla roku 1917 vyslána do Rakouska-Uherska jako kurýrka s tajným vzkazem pro domácí ústředí odbojové organizace Maffie. S koncem první světové války se dostala do existenčních problémů a posléze nemocná zemřela.

## Život
Narodila se pravděpodobně v Čechách, v mládí se přesunula do Spojených států, kde byla v kontaktu s místní komunitou Čechů a Slováků. Žila v Chicagu.

### Československý odboj
Po vypuknutí první světové války zde navštěvovala okruh tzv. Národního sdružení, krajanské organizace snažící se dosáhnout podpory k uznání samostatného československého státu nezávislého na Rakousku-Uhersku. Spolek vedený chicagským lékařem Ludvíkem Fisherem sjednocoval české a slovenské krajany v USA v podpoře aktivit exilové skupiny Tomáše Garrigue Masaryka, Edvarda Beneše a Milana Rastislava Štefánika zasazujících se o vznik samostatného Československa.

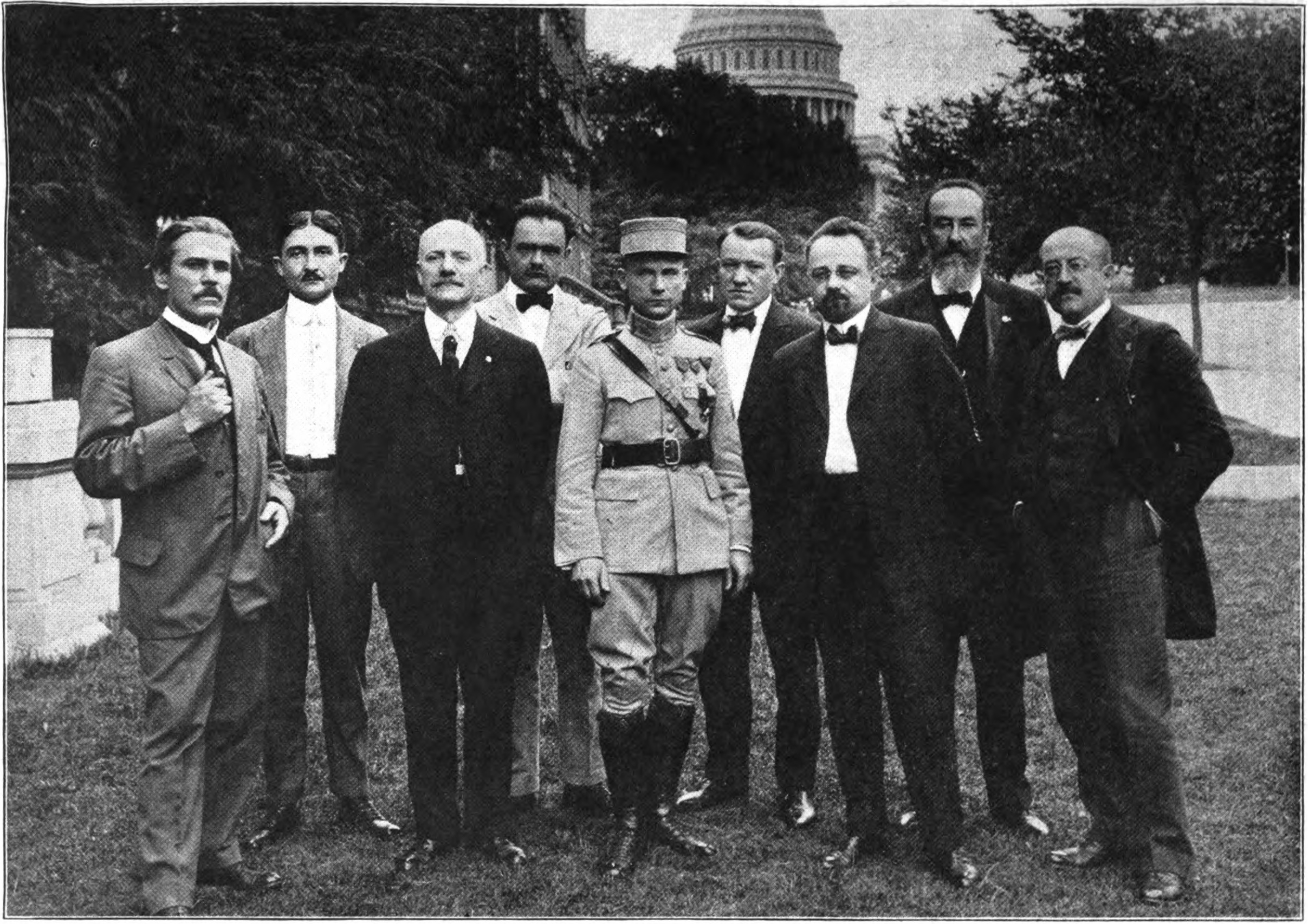
Setkání postav Prvního československého odboje ve Washingtonu D. C. (E. Voska čtvrtý zprava)

Po zapojení Spojených států do války a přerušení diplomatických a dopravních styků s mocnostmi Trojspolku se pro československý odboj naskytla poslední příležitost k předání informací o exilové činnosti domácímu ústředí. Chaloupková byla spolu s Miladou Jaruškovou oslovena ke spolupráci šéfem československé informační služby Emanuelem Voskou, neboť ženy vzbuzovaly obecně menší podezření z nepřátelské špionáže. Získala diplomatický pas Švédského království identifikující ji jako členku delegace rakousko-uherského velvyslance v USA hraběte Tarnowského a barona Zwiedinka. Složila slib, že nic ze svěřených informací nesmí, ani pod pohrůžkou, vyzradit. Zpaměti se pak musela naučit několik stránek textu, který z bezpečnostních důvodů nemohla vézt s sebou. Spolu s Jaruškovou nastoupila 4. května 1917 na zaoceánský parník Ryndam, který jako jeden z posledních spojů odvážel zbylé státní úředníky mocností Trojspolku z kontinentu, včetně hraběte Tarnowského a hraběte Berensdorfa, vyhoštěného velvyslance Německého císařství.

### V Praze
Po příjezdu do Evropy odcestovala Chaloupková do Vídně, a odtud vlakem do Prahy. Zde se setkala s členy Maffie a těm přeříkala memorovaný text. Po celou dobu své mise neupadla v nejmenší podezření. Paradoxním faktem je, že na základě jejího diplomatického statutu ji cestovní výdaje, včetně lodního lístku, cesty 1. třídou vlakem z Vídně do Prahy či honosných hotelů, hradily rakousko-uherské úřady. Milada Jarušková byla při plnění svého úkolu zadržena.
Následně bydlela u svých rodičů a sháněla pro sebe zaměstnání, v čemž ve světle probíhající války a její nízké kvalifikace nebyla příliš úspěšná a upadala do chudoby. Po vzniku Československa získala státní Československou revoluční medaili za přínos při vzniku státu a po intervenci Emanuela Vosky a československých úřadů kancelářské místo s velmi nízkým platem 188 Kčs, který ji nestačil k důstojnému živobytí.

### Úmrtí
Anna Chaloupková zemřela předčasně roku 1920 ve Všeobecné nemocnici v Praze, ve věku 20 let, následkem zápalu plic. Pohřbena byla na Olšanských hřbitovech. Roku 1930 ji zde byl zřízen důstojný hrob se sochařsky zdobeným náhrobkem vytvořeným sochařem Otakarem Španielem.